# Федоренко, Виктор Павлович
Виктор Павлович Федоренко (1910 — ?) — советский партийный деятель, 2-й секретарь Сумского обкома КПУ.

## Биография
Образование высшее.
Член ВКП(б) с 1939 года.
В 1947—1948 — заместитель заведующего отделом Сумского областного комитета КП(б)У.
С 1955 — секретарь Кустанайского областного комитета КП Казахстана.
В 1958—январе 1963 — 1-й секретарь Сумского городского комитета КПУ.
В январе 1963—декабре 1964 — 1-й секретарь Сумского промышленного областного комитета КПУ.
В декабре 1964—1970 — 2-й секретарь Сумского областного комитета КПУ.
После 1970 года — председатель Сумского областного комитета народного контроля.
Член Ревизионной комиссии КПУ в 1966—1971. Депутат Верховного Совета УССР 6-7-го созывов.

## Награды
- ордена
- медали